# Sabine Verheyen
Sabine Verheyen, née le 24 octobre 1964 à Aix-la-Chapelle, est une femme politique allemande. Membre de l'Union chrétienne-démocrate d'Allemagne (CDU), elle est députée européenne depuis 2009. 

## Biographie
De 1983 à 1988, Sabine Verheyen étudie l'architecture à Aix-la-Chapelle. Elle est mariée et a trois enfants. 
Elle est élue députée européenne en 2009, réélue en 2014, en 2019 et 2024. Au Parlement européen, elle siège au sein du groupe du Parti populaire européen.
En juillet 2019, elle est élue à la présidence de la Commission de la culture et de l'éducation.